# Danh sách album quán quân năm 2011 (Mỹ)

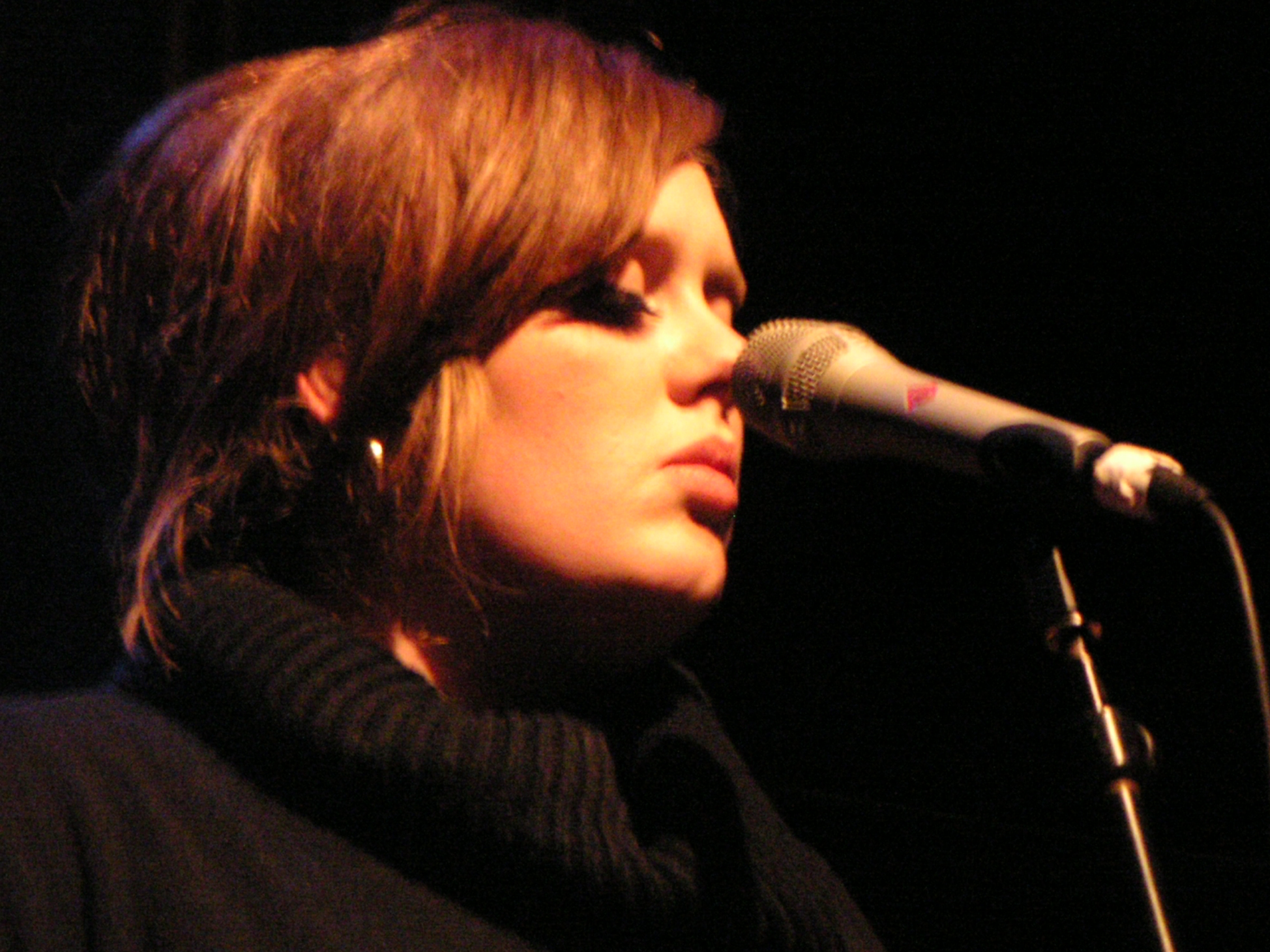
Album 21 của Adele đã có 13 tuần không liên tiếp nằm ở vị trí đầu bảng cũng như trở thành album bán chạy nhất năm 2011 với hơn 5 triệu bản đã được tiêu thụ.

Các album nhạc bán chạy nhất tại Hoa Kỳ được xếp hạng tại bảng Billboard 200, phát hành bởi tạp chí Billboard hàng tuần. Các số liệu được tổng hợp bởi Nielsen Soundscan dựa trên doanh số đĩa vật lý và nhạc số. Năm 2011, tổng cộng đã có 30 album đạt được vị trí quán quân trong bảng xếp hạng.
Album Speak Now của nữ ca sĩ nhạc đồng quê Taylor Swift đã xuất hiện trong bảng xếp hạng đầu tiên với 259.000 bản được tiêu thụ, còn Christmas của Michael Bublé thì khép lại năm 2011 với 448.000 bản được bán. Tuy nhiên, 21 của Adele vẫn dẫn đầu danh sách, với 13 tuần quán quân không liên tiếp cùng số bán kỷ lục hơn 5 triệu bản. Tạp chí Billboard cho rằng album 21 của ca sĩ Adele đã trở thành album bán chạy nhất từ trước đến nay kể từ năm 2004, thời điểm mà album Confessions của Usher bán được hơn 8 triệu bản. Ngoài ra, Born This Way của Lady Gaga đã trở thành album có số bán tuần đầu tiên cao nhất năm với 1.108.000 bản được tiêu thụ, tiếp theo đó là Tha Carter IV của Lil Wayne với 964.000 bản.
Trong suốt năm 2011, ngoài các album phòng thu dẫn đầu bảng xếp hạng còn có album tuyển tập Now That's What I Call Music! thứ 37 cũng đạt vị trí quán quân với 151.000 đơn vị được bán trong tuần đầu tiên. Một tuần sau đó, album phối lại Never Say Never - The Remixes của Justin Bieber cũng nắm giữ danh hiệu này với số lượng bán là 161.000.

## Lịch sử xếp hạng

Born This Way của Lady Gaga đã trở thành album có số bán tuần đầu tiên cao nhất khi đạt mốc 1 triệu bản.

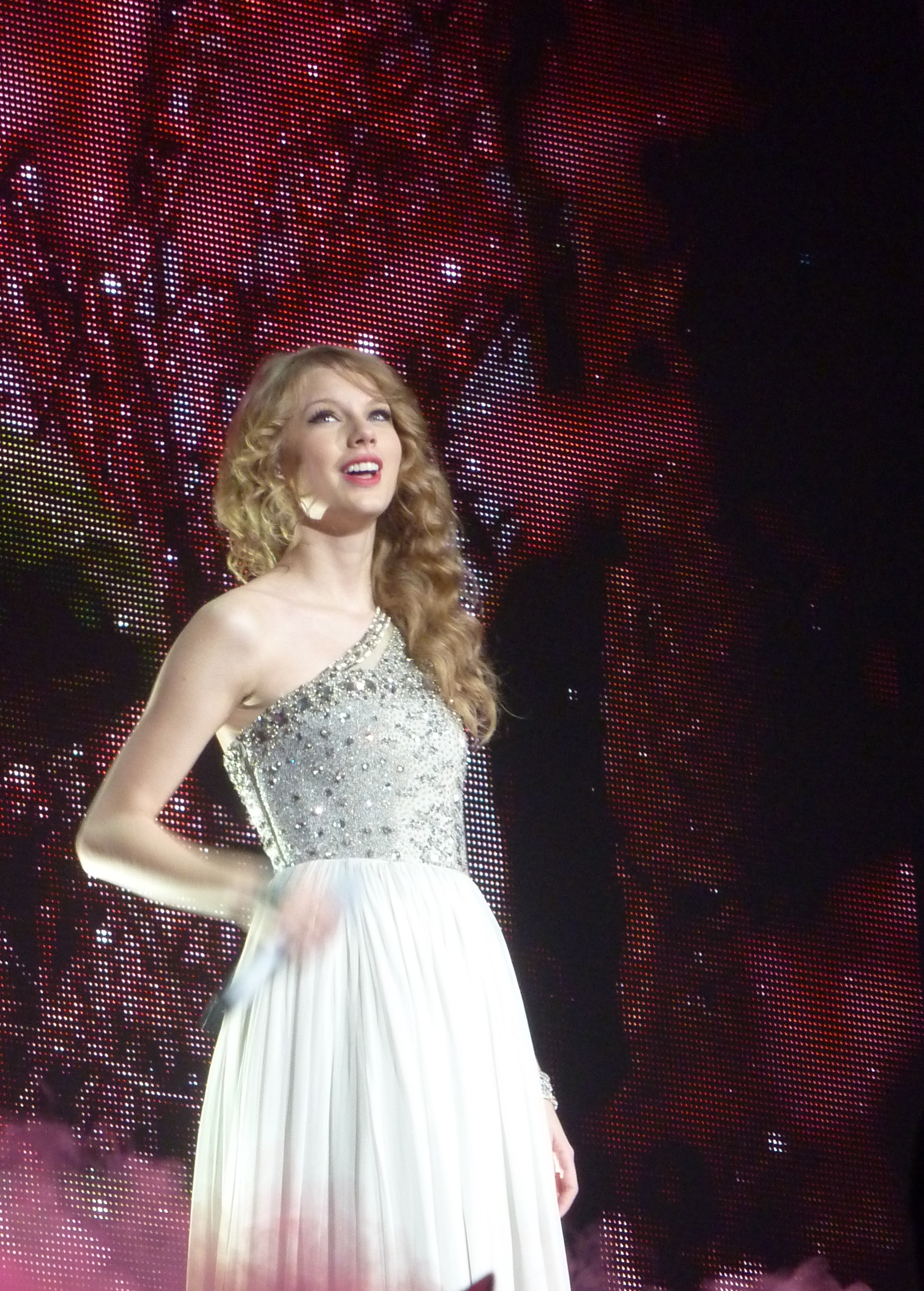
Taylor Swift cùng album Speak Now đã xuất hiện trong bảng xếp hạng đầu tiên cùng một tuần quán vào năm 2010.

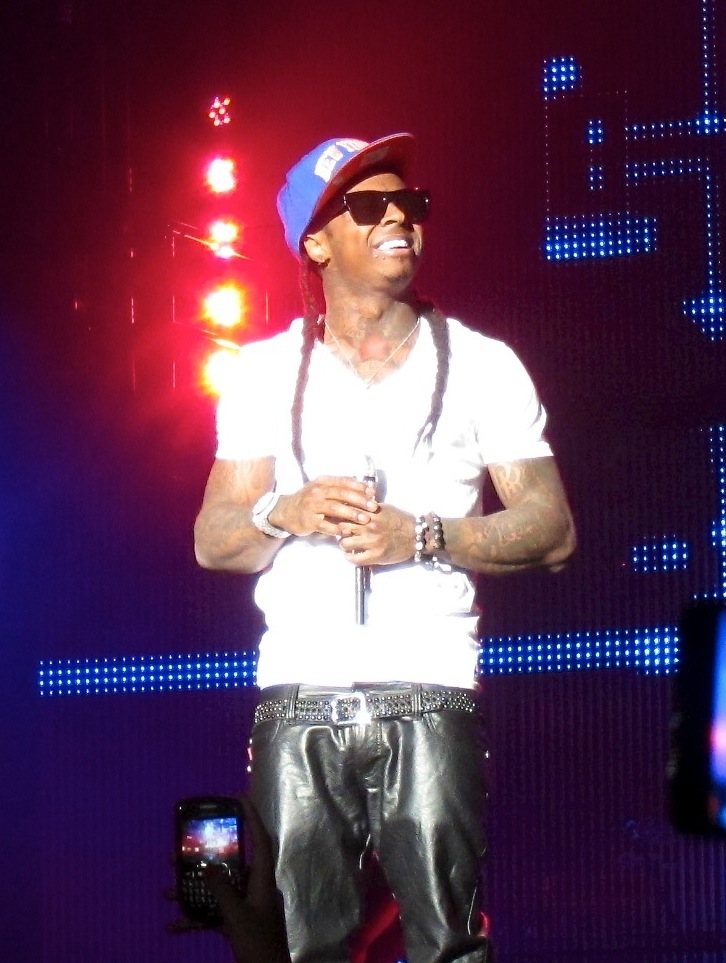
Rapper Lil Wayne và Tha Carter IV đã tiêu thụ được 964 ngàn bản trong tuần đầu tiên ra mắt.

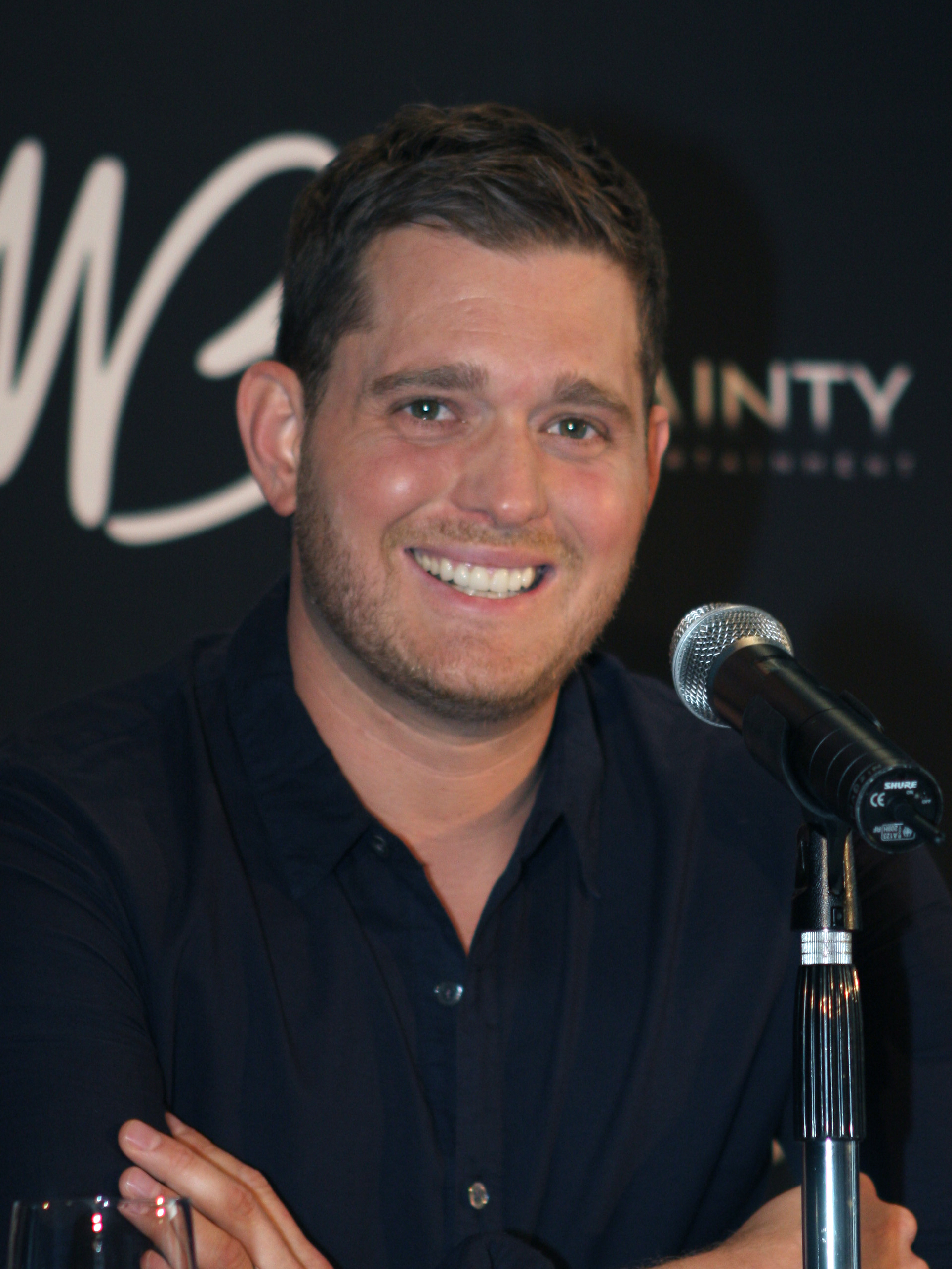
Nam ca sĩ Michael Bublé đã khép lại bảng xếp hạng năm 2011 với album Christmas cùng 4 tuần đứng vị trí quán quân.

| Ngày ấn hành | Album                          | Nghệ sĩ             | Số bán (đơn vị: ngàn) | Chú thích |
| ------------ | ------------------------------ | ------------------- | --------------------- | --------- |
| 1 tháng 1    | Speak Now                      | Taylor Swift        | 259                   | [ 3 ]     |
| 8 tháng 1    | Speak Now                      | Taylor Swift        | 276                   | [ 4 ]     |
| 15 tháng 1   | Speak Now                      | Taylor Swift        | 77                    | [ 5 ]     |
| 22 tháng 1   | Speak Now                      | Taylor Swift        | 52                    | [ 6 ]     |
| 29 tháng 1   | Showroom of Compassion         | Cake                | 44                    | [ 7 ]     |
| 5 tháng 2    | The King Is Dead               | The Decemberists    | 94                    | [ 8 ]     |
| 12 tháng 2   | Mission Bell                   | Amos Lee            | 40                    | [ 9 ]     |
| 19 tháng 2   | Pink Friday                    | Nicki Minaj         | 45                    | [ 10 ]    |
| 26 tháng 2   | Now 37                         | Nhiều nghệ sĩ       | 151                   | [ 11 ]    |
| 5 tháng 3    | Never Say Never - The Remixes  | Justin Bieber       | 161                   | [ 12 ]    |
| 12 tháng 3   | 21                             | Adele               | 352                   | [ 13 ]    |
| 19 tháng 3   | 21                             | Adele               | 168                   | [ 14 ]    |
| 26 tháng 3   | Lasers                         | Lupe Fiasco         | 204                   | [ 15 ]    |
| 2 tháng 4    | 21                             | Adele               | 98                    | [ 16 ]    |
| 9 tháng 4    | F.A.M.E.                       | Chris Brown         | 270                   | [ 17 ]    |
| 16 tháng 4   | Femme Fatale                   | Britney Spears      | 276                   | [ 18 ]    |
| 23 tháng 4   | 21                             | Adele               | 88                    | [ 19 ]    |
| 30 tháng 4   | Wasting Light                  | Foo Fighters        | 235                   | [ 20 ]    |
| 7 tháng 5    | 21                             | Adele               | 153                   | [ 21 ]    |
| 14 tháng 5   | 21                             | Adele               | 124                   | [ 22 ]    |
| 21 tháng 5   | 21                             | Adele               | 155                   | [ 23 ]    |
| 28 tháng 5   | 21                             | Adele               | 156                   | [ 24 ]    |
| 4 tháng 6    | 21                             | Adele               | 137                   | [ 25 ]    |
| 11 tháng 6   | Born This Way                  | Lady Gaga           | 1.108                 | [ 26 ]    |
| 18 tháng 6   | Born This Way                  | Lady Gaga           | 174                   | [ 27 ]    |
| 25 tháng 6   | 21                             | Adele               | 114                   | [ 28 ]    |
| 2 tháng 7    | Hell: The Sequel               | Bad Meets Evil      | 171                   | [ 29 ]    |
| 9 tháng 7    | The Light of the Sun           | Jill Scott          | 135                   | [ 30 ]    |
| 16 tháng 7   | 4                              | Beyoncé Knowles     | 310                   | [ 31 ]    |
| 23 tháng 7   | 4                              | Beyoncé Knowles     | 115                   | [ 32 ]    |
| 30 tháng 7   | Red River Blue                 | Blake Shelton       | 116                   | [ 33 ]    |
| 6 tháng 8    | 21                             | Adele               | 77                    | [ 34 ]    |
| 13 tháng 8   | Chief                          | Eric Church         | 145                   | [ 35 ]    |
| 20 tháng 8   | 21                             | Adele               | 76                    | [ 36 ]    |
| 27 tháng 8   | Watch the Throne               | Jay-Z và Kanye West | 436                   | [ 37 ]    |
| 3 tháng 9    | Watch the Throne               | Jay-Z và Kanye West | 117                   | [ 38 ]    |
| 10 tháng 9   | The R.E.D. Album               | Game                | 98                    | [ 39 ]    |
| 17 tháng 9   | Tha Carter IV                  | Lil Wayne           | 964                   | [ 40 ]    |
| 24 tháng 9   | Tha Carter IV                  | Lil Wayne           | 229                   | [ 41 ]    |
| 1 tháng 10   | Own the Night                  | Lady Antebellum     | 347                   | [ 42 ]    |
| 8 tháng 10   | Duets II                       | Tony Bennett        | 179                   | [ 43 ]    |
| 15 tháng 10  | Cole World: The Sideline Story | J. Cole             | 218                   | [ 44 ]    |
| 22 tháng 10  | Clear as Day                   | Scotty McCreery     | 197                   | [ 45 ]    |
| 29 tháng 10  | Evanescence                    | Evanescence         | 127                   | [ 46 ]    |
| 5 tháng 11   | 21                             | Adele               | 106                   | [ 47 ]    |
| 12 tháng 11  | Mylo Xyloto                    | Coldplay            | 447                   | [ 48 ]    |
| 19 tháng 11  | Under the Mistletoe            | Justin Bieber       | 210                   | [ 49 ]    |
| 26 tháng 11  | Blue Slide Park                | Mac Miller          | 144                   | [ 50 ]    |
| 3 tháng 12   | Take Care                      | Drake               | 631                   | [ 51 ]    |
| 10 tháng 12  | Christmas                      | Michael Bublé       | 227                   | [ 52 ]    |
| 17 tháng 12  | Christmas                      | Michael Bublé       | 293                   | [ 53 ]    |
| 24 tháng 12  | Christmas                      | Michael Bublé       | 479                   | [ 54 ]    |
| 31 tháng 12  | Christmas                      | Michael Bublé       | 448                   | [ 2 ]     |